# Crazy Train
〈Crazy Train〉은 1980년 발매된 영국의 헤비 메탈 보컬리스트 오지 오스본의 데뷔 솔로 음반 《Blizzard of Ozz》의 첫 싱글이다. 그것은 또한 그의 첫 솔로 싱글이다. 1981년 녹음된 음반 《Tribute》의 라이브 버전도 1987년 싱글로 발매되었고 뮤직 비디오도 함께 나왔다. 오스본, 랜디 로즈, 밥 데이즐리가 작사, 작곡했다. 가사는 냉전의 주제와 이 시기에 존재했던 전멸의 두려움을 다루고 있다.

## 제작
콰이어트 라이엇에서 랜디 로즈의 자리를 맡았던 기타리스트 그레그 레온은 랜디가 상징적인 〈Crazy Train〉 리프를 쓰는 것을 도왔다고 주장했다. "우린 같이 놀고 있었고, 저는 그에게 스티브 밀러의 〈Swingtown〉의 리프를 보여주었습니다. 나는 '당신이 이 리프 속도를 높이면 어떻게 되는지 보라'라고 말했어요. 우리는 장난을 쳤고, 그 다음 순간 그는 완전히 다른 차원으로 발전했고 결국 〈Crazy Train〉 리프를 썼다는 것을 알게 되었습니다."  기타리스트 윌리엄 위버도 자신이 시그니처 리프를 썼다고 주장했고, 그들이 참여한 스튜디오 세션에서 랜디에게 음악을 선사했다.

## 평가
올뮤직 리뷰어 스티브 휴이는 메인 기타 리프를 "리치 블랙모어의 딥 퍼플 전성기 이후 볼 수 없었던 방식으로 풀 마이너 스케일을 사용한 클래식"이라고 묘사했다.

## 차트 성과
이 싱글은 1980년 영국 싱글 차트에서 49위를 기록하였다. 미국에서는 1981년 《빌보드》 메인스트림 록 트랙 차트에서 9위에 올랐으며, 《빌보드》 버블링 언더 핫 100 차트에서는 최고 6위를 기록하였다. 마스터 벨소리는 더블 플래티넘 인증을 받았고, 2010년 9월까지 175만 건의 다운로드 판매를 기록하였다.  《Tribute》 재발매 버전에는 뮤직 비디오가 함께 공개되었다.

## 인증
| 국가                                                            | 인증        | 판매량/출하량 |
| --------------------------------------------------------------- | ----------- | ------------- |
| 영국 (BPI)                                                      | 실버        | 200,000       |
| 미국 (RIAA)                                                     | 4× 플래티넘 | 4,000,000     |
| 미국 (RIAA) Mastertone                                          | 2× 플래티넘 | 2,000,000*    |
| *판매량을 기반으로 한 인증 · 판매량+스트리밍을 기반으로 한 인증 |             |               |